# ابن جلجل
ابن جلجل (عربی: سليمان بن حسان ابن جلجل؛ زاده: ۹۹۴ (۵۰ سال)) با نام اصلی ابو داوود سلیمان بن حسان، طبیب آندلسی و داروشناس بود و دارنده کتاب «طبقات الاطباء و الحکماء» می‌باشد.

## زندگی‌نامه
ابن جلجل در سال ۹۹۴ میلادی بدنیا آمد، وی تعلیم و آموزش را از فراگیری حدیث نزد ابوبکر احمد بن الفضل الدینوری و وهب بن مسرة و احمد بن سعید الصدفی و دیگران در سال ۹۵۴ شروع کرد، از همین زمان تا سال ۹۶۸ میلادی زبان عربی را نزد محمد بن یحیی الرباحی فراگرفت و بعد از آن نزد ابابکر بن القوطیه و سلیمان بن محمد الفقیه و دیگران به تحصیل و فراگیری زبان عربی ادامه داد و لیکن عشق فراگیری علم طبابت و پزشکی که از ۱۴ سالگی فراگیری آن را شروع کرده بود بروی غالب گشت، وی تا سن ۲۴ سالگی به‌طور کامل این علم را فراگرفت، شهرت وی اینقدر فراگیر شد که وی به عنوان پزشک خصوصی خلیفه هشام الموید بالله انتخاب شد.

## تالیفات
ابن جلجل توجه زیادی به کتاب «حشایش» (منظور داروهای گیاهی) تألیف دیوسقوریدس داشت، وی اقدام به نوشتن توضیحات و همین‌طور تفسیر و تحلیل این کتاب نمود به‌طور خاص در رابطه با اسم داروها بطوریکه توضیحات وی خیلی بیشتر از توضیحاتی بود که خود مؤلف در مورد داروها داده بود، منجمله در یک رساله در سال ۹۸۲ میلادی به نام «تفسیر و تشریح اسم داروهای یک دست و یک جنس از کتاب دیسقوریدس» و یک مقاله دیگر بنام «مقاله‌ای دربارهٔ داروهای یک جنس و یک دست دیگری که دیسقوریدس در کتابش نام نبرده‌است»، وی همچنین نوشته‌های دیگری نیز در زمینه طب و پزشکی نگارش کرد مانند «رساله تشریح آن چیزی که در نزد بعضی از پزشکان خطا می‌باشد» و «مقاله‌ای دربارهٔ خواص دارویی تریاک»، ولی لازم به یادآوری است که مشهورترین کتاب وی عبارت بود از کتاب «طبقات الاطباء و الحکماء» (دسته‌بندی پزشکان و حکیمان) که در سال ۹۸۷ میلادی آن را تکمیل و تمام کرد بطوریکه باید گفت که این کتاب یکی از قدیمی‌ترین کتاب‌های عربی برای پزشکان بعد از کتاب اسحاق بن حنین می‌باشد. همانا البیرتوس ماغنوس یادآوری کرده‌است که من به بعضی از کتاب‌ها مانند گیلگیل متکی هستم، البیرتوس ماغنوس معتقد بود که مورخوالعلوم (نگارندگان دانشها و علوم) نگارنده این کتاب‌ها همانا خود ابن جلجل بوده‌است.